# Sunjeong
Sunjeong, född 20 augusti 1894, död 3 februari 1966, var en koreansk kejsarinna och senare titulärdrottning. Hon var gift med Koreas sista monark, kejsar Sunjong.

## Biografi
Dotter till Markis Yun Taek-yeong av Haepung i Seul. Hon blev gift med Yunghui på rekommendation av Eom Seon-yeong.
Hon blev kejsarinna vid svärfaderns påtvingade abdikation 1907. Då Japan annekterade Korea 1910 fick hon och maken hederstitlarna kung och drottning istället för kejsare och kejsarinna. Maken ska ha blivit både infertil och psykiskt sjuk genom förgiftning; hon blev en barnlös änka år 1926.
Under koreakriget stannade hon kvar i Changdeokpalatset och körde ut de nordkoreanska soldater som tog sig in så länge hon kunde. Hon flydde så småningom till sin familj i Busan, enligt uppgift till fots. 
President Rhee Syng-man höll henne sedan i husarrest en stuga i Jeongneung. Hon återvände till Changdeokpalatset med tre hovdamer och fem övriga anställda 1961. Hon var en ivrig buddhist. Hon avled i hjärtattack och fick en statsbegravning.